# Psila strigata
Psila strigata är en tvåvingeart som beskrevs av Collin 1959. Psila strigata ingår i släktet Psila och familjen rotflugor. Inga underarter finns listade i Catalogue of Life.